# Route nationale 10 (Madagaskar)
Die Route nationale 10 (RN 10) ist eine 512 km lange, meist nicht asphaltierte Nationalstraße im Südwesten und Süden von Madagaskar in den Provinzen Atsimo-Andrefana und Androy. Sie zweigt in Andranovory von der RN 7 ab und verläuft über Betioky, Ejeda, Ampanihy, Tranoroa, Beloha und Tsiombe bis wenige Kilometer vor Ambovombe, wo sie in die RN 13 einmündet.